# Pellegrino Rossi
Pour les articles homonymes, voir Rossi.

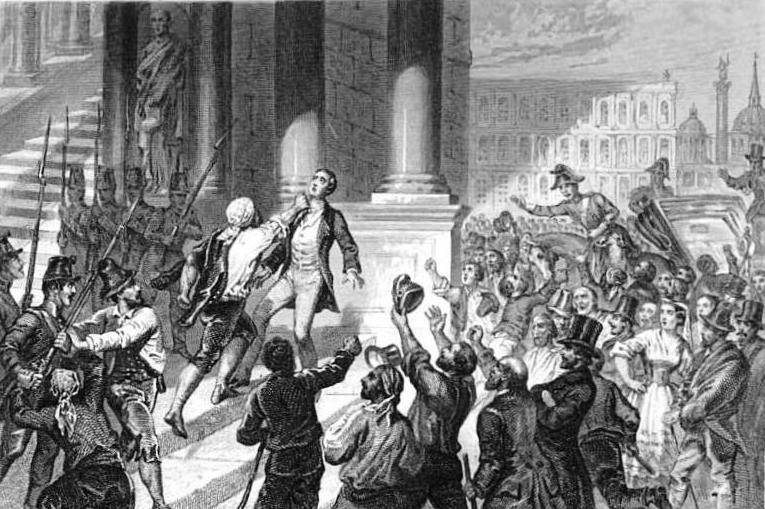
Assassinat de Rossi.

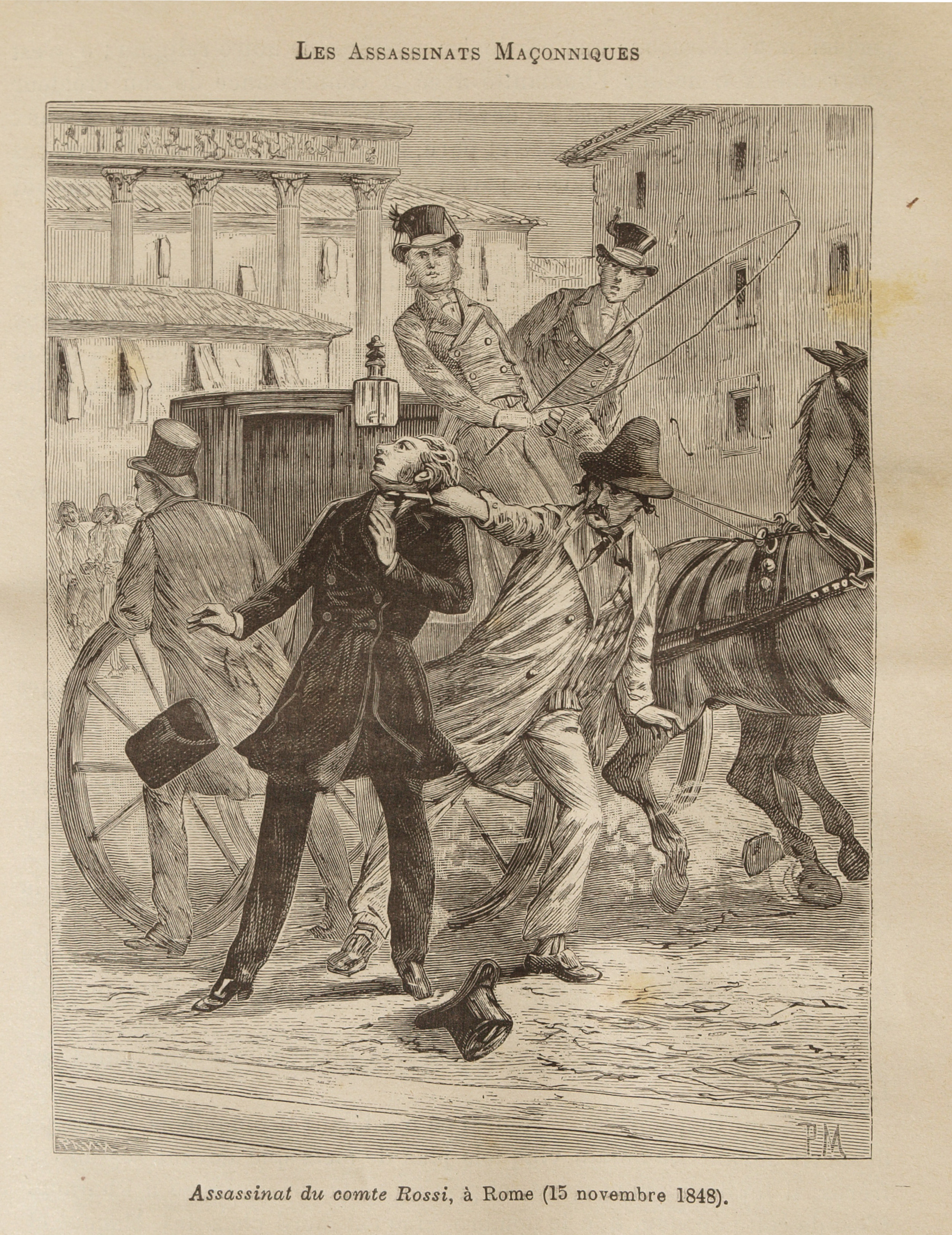
Assassinat de Pelegrino Rossi, dessin de Pierre Méjanel

Pellegrino Rossi né à Carrare dans le duché de Modène, le 13 juillet 1787, assassiné à Rome le 15 novembre 1848, est un juriste et homme politique italien naturalisé genevois puis français. Il a joué un rôle, successivement en Italie, en Suisse et en France, avant d'être assassiné dans sa patrie d'origine.

## Biographie
Pellegrino Rossi fait ses études à l'université de Pise et à l'université de Bologne où il devient professeur de droit en 1814. En 1815, il participe à l'expédition anti-autrichienne de Joachim Murat pour la reconquête du trône de Naples. Après la chute de Murat, il se réfugie en France, puis à Genève. Il acquiert la bourgeoisie de Genève en 1820 ; l'année précédente, il était devenu le premier professeur catholique à l'Académie. Il y enseigne le droit civil, le droit constitutionnel et l'économie politique ; il donne aussi un cours d'histoire romaine et (1831) d'histoire suisse. Il fréquente le salon de Madame de Staël à Coppet.
Dans le cadre de son activité parlementaire genevoise aussi bien que dans celui de l'enseignement, Rossi est défini comme un libéral modéré, un patriote et un fédéraliste.
Membre du Conseil représentatif dès 1820 - le premier dont le français n'est pas la langue maternelle -, il est désigné en 1832 comme l'un des deux députés du canton à la Diète fédérale ; il fait partie de la Commission chargée de la révision du Pacte fédéral ; nommé rapporteur le 22 novembre, il dépose son rapport qui est d'emblée appelé le pacte Rossi le 15 décembre. Partisan d'une « marche mesurée », d'une « allure sage et réglée », il appartient à cette génération de libéraux genevois qui conduisent la République vers une plus grande ouverture sans qu'une révolution soit nécessaire. Sa conviction que la Confédération doit s'acheminer vers une plus grande unité sans renier ni abandonner son fédéralisme (« En Suisse, la séparation est naturelle, la fusion rationnelle, son histoire est le développement de ces principes : ni séparation complète, ni fusion absolue »), s'est concrétisée dans le projet de nouveau Pacte, équilibré et réaliste.
Son auteur le défend devant la Diète de Zurich au printemps 1833 ; lors de la discussion, le projet se heurte à une opposition provenant de tous bords : trop centralisateur pour les uns (les ultra-conservateurs, soit Neuchâtel, Bâle-Ville et les Waldstätten), trop timide pour les radicaux, qualifié d'« œuvre des doctrinaires des cantons romans » ou de tremplin pour les ambitions personnelles de Rossi, le pacte succombe définitivement en juillet après le vote négatif du canton directeur de Lucerne.
Envoyé à Paris pour une mission diplomatique, Rossi quitte alors le territoire et le service de la Suisse pour une nouvelle carrière en France sous la monarchie de Juillet, en tant que professeur d'économie politique au Collège de France (1833), chaire devenue vacante après la mort de Jean-Baptiste Say, titulaire de la nouvelle chaire de droit constitutionnel en 1834. Son cours connaît des débuts tumultueux et se voit suspendu au bout de trois jours. Il est élu membre de l'Académie des sciences morales et politiques en 1836, et y délivre le 27 décembre 1837 un « discours retentissant » (P. Grossi, 2011 ), où il déplore l'inadaptation du Code civil aux développements économiques liés à la Révolution industrielle. L'année suivante, il reçoit la nationalité française et, en 1839, le roi Louis-Philippe le nomme Pair de France - il sera même fait comte en 1846. En 1845, il devient ambassadeur auprès du Saint-Siège où il est envoyé par Guizot pour discuter de la question des jésuites.
À la Chambre des pairs, il souhaite maintenir le travail des enfants lors des débats sur la loi relative au travail des enfants employés dans les manufactures, usines et ateliers en 1841.
Privé de sa chaire et de son poste par la révolution française de 1848, il reste dans la « Ville éternelle » et, après un premier refus en juillet, il accepte le 15 septembre de constituer le gouvernement de Pie IX, où il dirige les ministères de l'Intérieur et des Finances.
Les objectifs de son programme sont l'abolition des privilèges, la suppression des exemptions fiscales, la séparation des pouvoirs ecclésiastique et civil, mais ses propositions sont trop libérales pour la curie, trop égalitaires pour les conservateurs et insuffisamment démocratiques pour les patriotes révolutionnaires.
Deux mois plus tard très exactement, le 15 novembre 1848, il est assassiné d'un coup de poignard dans la gorge dans le palais de la Chancellerie; sa mort ouvre la voie à l'émeute, à la fuite du pape, à la proclamation de la république romaine. L'assassinat de Rossi est aussi le dernier meurtre qui s'est produit auprès du Saint-Siège jusqu'en 1998.
La ville de Carrare a érigé une statue en l'honneur de Pellegrino Rossi.

## Hommages

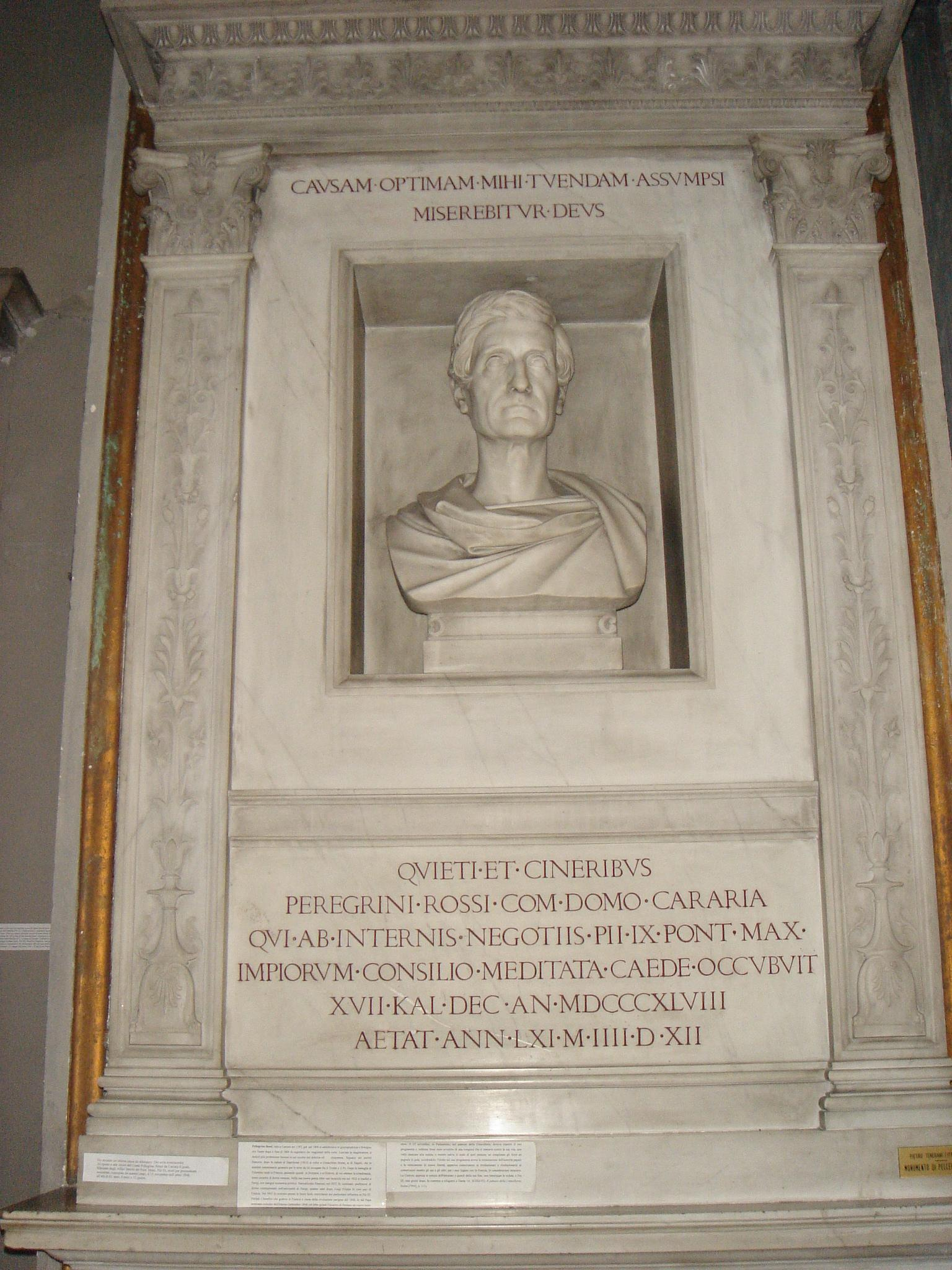
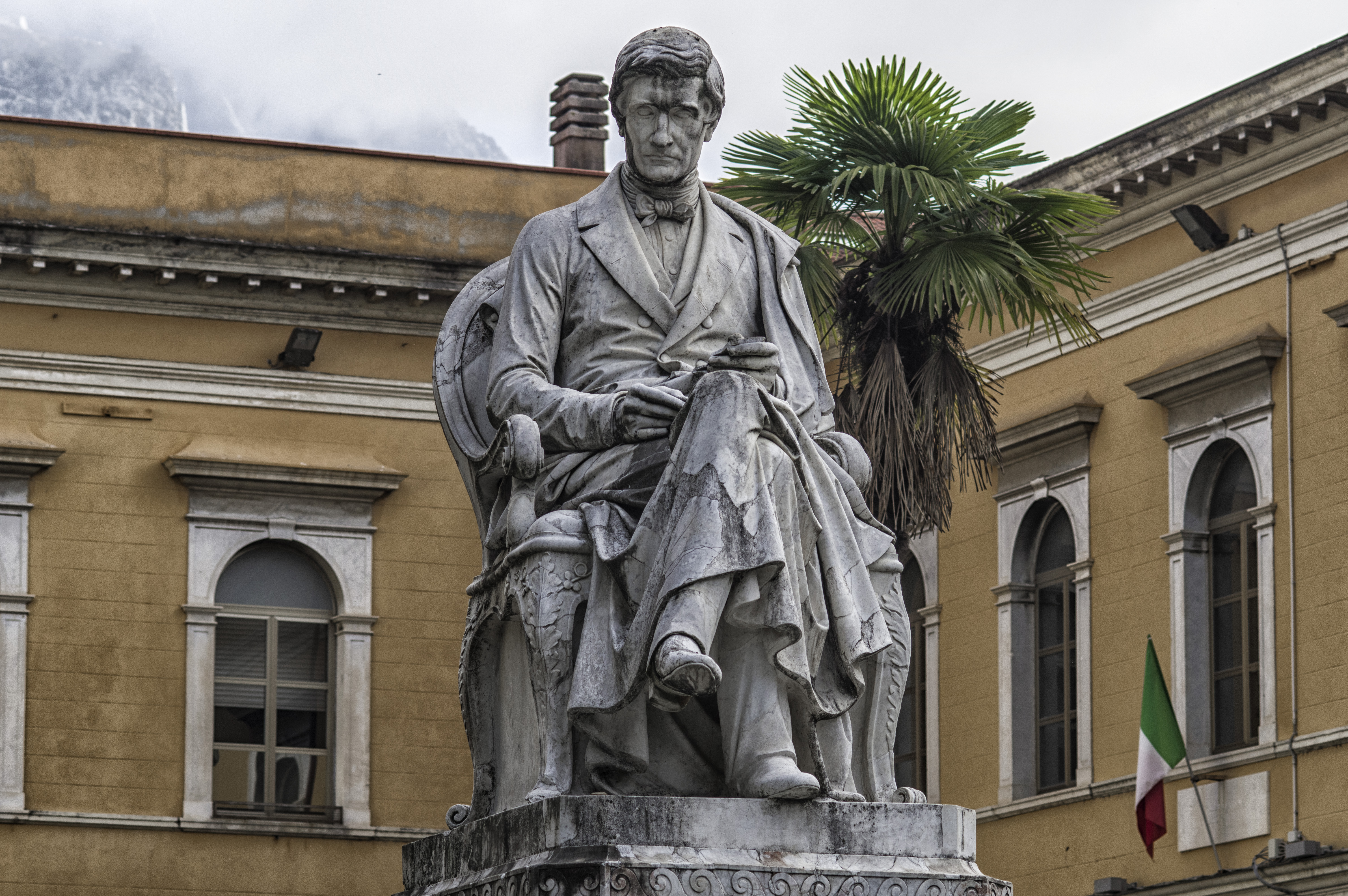
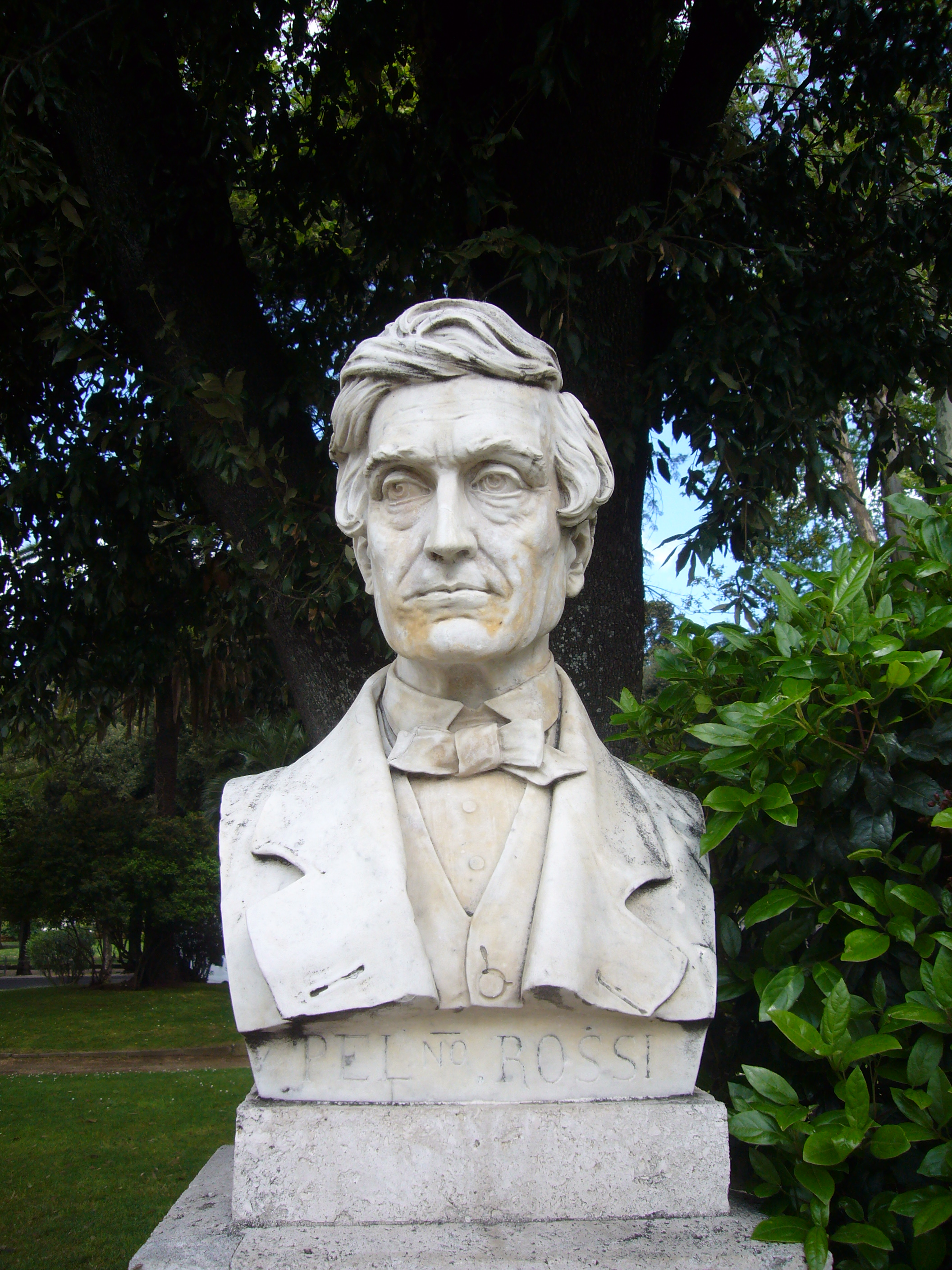

## Œuvres
- Traité de droit pénal, 2 vol. (1829)
- Per la Patria comune. Rapporto della Commissione della Dieta ai ventidue Cantoni sul progetto d'Atto federale da essa deliberato a Lucerna il 15 dicembre 1832 (1832)
- Cours d’économie politique, 2 vol. (1839)
- Préface au traité de Malthus sur la population (1845)
- Mélanges d’économie politique, d’histoire et de philosophie, 2 vol. (1857)
- Traité du droit constitutionnel français, 2 vol. (1859)
- Cours de droit constitutionnel publié par A. Porée, 4 vol. (1866-1867)
- Annales de législation et de jurisprudence, 5 vol. (Genève, s. d.)
- Collaboration au Journal des économistes, à l’Encyclopédie du droit et à la Revue des Deux Mondes.